# جويل سويفت
جويل سويفت (بالإنجليزية: Joel Swift)‏ هو لاعب كرة الماء أسترالي، ولد في 14 يونيو 1990 في أستراليا.

## وصلات خارجية
- جويل سويفت على موقع اللجنة الأولمبية الدولية (الإنجليزية)
- جويل سويفت على موقع أوليمبيديا (الإنجليزية)
- جويل سويفت على موقع اللجنة الأولمبية الأسترالية (الإنجليزية)